# Tragocephala alluaudi
Tragocephala alluaudi là một loài bọ cánh cứng trong họ Cerambycidae.